# 카를 필리프 추 슈바르첸베르크 후작
카를 필리프 추 슈바르첸베르크 공(독일어: Karl Philipp zu Schwarzenberg, 1771년 4월 18일/19일 ~ 1820년 10월 15일)은 합스부르크 군주국의 육군 원수였다. 그는 나폴레옹을 이긴 장군 중 한 명이었다. 프랑스 혁명 전쟁과 나폴레옹 전쟁에 참전하였다.

## 가족

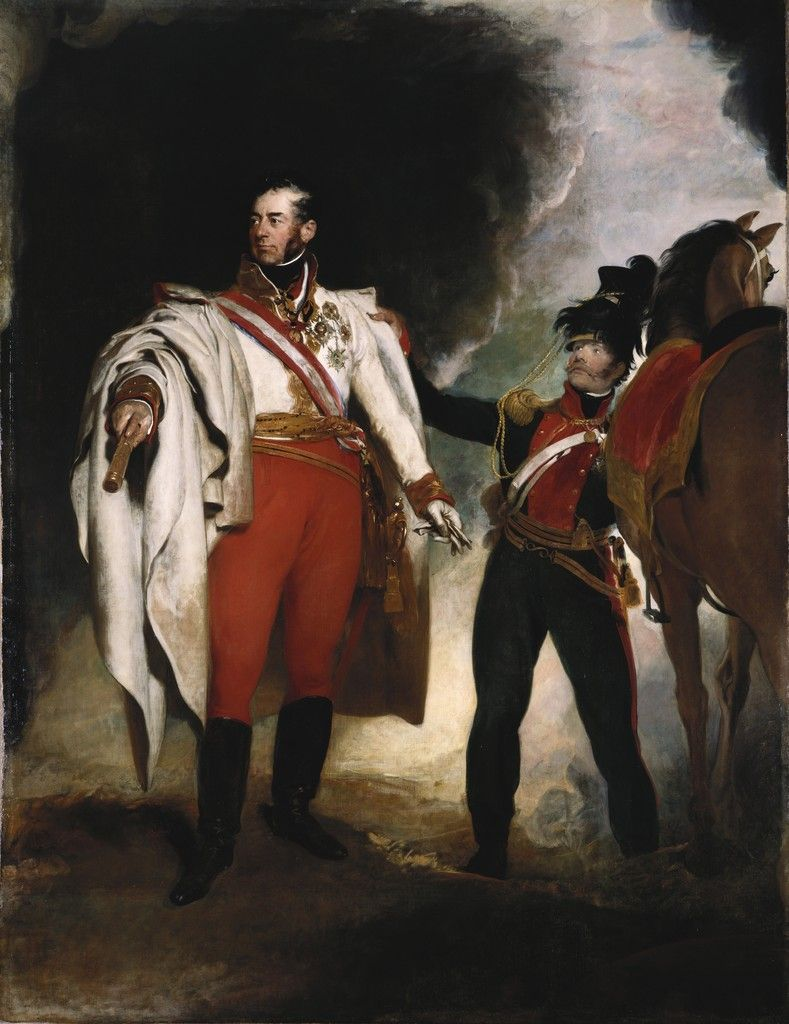
제복을 입은 카를 필리프를 그린 초상화

카를 필리프는 1771년 4월 18일 또는 19일에 오스트리아 비엔나에서 태어났다. 그의 아버지는 요한 네포무크 안톤이었고, 어머니는 오팅겐발렌슈타인 가의 마리아 엘레노어 여공이었다. 그는 13명의 형제자매 중 한 명이었지만, 이 중 7명은 성인이 되기 전에 사망했다.

## 제국군 복무
카를 필리프는 1788년 기병대에 입대했다. 그는 1789년 프란츠 모리츠 폰 라시와 에른스트 기데온 폰 라우돈 남작 휘하에서 오스만 제국과 맞선 전투에 1789년부터 참전했다. 그는 이 전투에서 용기를 인정받아 1792년 소령으로 진급했다. 1793년 프랑스 전역에서 그는 코부르크 공 요아시스가 지휘하는 군대의 선봉군에서 복무했다. 1794년 르카투 전투 때 12개의 영국군 편대의 지원 하에 그는 여단장으로써 충동적인 지시 덕분에 프랑스군 3,000명을 사상하고 32대의 적 야포를 노획하는 공을 세웠다. 그는 이후 마리아 테레사 훈장을 수여받았다.
1796년 프랑스 혁명 전쟁 당시 그는 암베르크 전투와 뷔르츠부르크 전투에서 승리를 거둔 이후, 그는 소장으로 진급했다. 뒤이어 1799년 그는 중장으로 진급했다. 호엔린덴 전투 당시 그는 사단의 우익을 맡았다. 전투에서 철수하는 동안, 그의 신속함과 용기는 오스트리아 육군 우익이 궤멸하는 것을 막았고, 이후 카를 폰 외스터라이히테셴 공작의 신임을 받게 되었다. 1804년 카를 필리프 후작은 그의 형제였던 슈바르첸베르크 후작 요제프와 별도로 슈바르첸베르크 후작이라는 작위를 받게 되었다.
1805년 그는 카를 마크 폰 레이베리히의 휘하 사단장이 되었고, 10월에는 나폴레옹 보나파르트가 포위한 울름에서 오스트리아에스테 공 페르디난트가 이끄는 기병대로 참전했다. 이 기병대는 나폴레옹의 병참선을 끊는 역할을 했다. 같은 해에 그는 마리아 테레사 사단장 훈장을 받았으며, 1809년에는 황금양모 기사단 훈장을 받았다.
1806년부터 1809년까지 카를은 오스트리아 제국의 러시아 제국 사절단으로 일했다. 카를은 바그람 전투에 참전하기 위해 오스트리아로 잠시 돌아왔고, 예비군의 기병사단을 이끌었다. 그는 곧 기병대의 소장으로 진급했다. 비엔나에서 평화조약이 체결된 이후, 그는
나폴레옹 보나파르트와 마리루이즈 도트리슈 사이의 결혼을 알선하기 위해 파리로 갔다. 1810년 7월 1일, 카를은 공주의 명예를 위해 공을 주었지만, 결국 이는 시누이인 요제프를 비롯한 수많은 사람들이 죽은 화재로 끝나고 말았다.
나폴레옹은 카를을 큰 자산으로 여겼고, 러시아 원정 당시 나폴레옹은 카를을 오스트리아 예비군단장으로 편입시켰다. 오스트리아군은 고로데츠노와 볼코비스크에서 러시아군을 상대로 승리를 거두었다. 이후 나폴레옹의 지휘 하에 그는 풀츠크에서 복무를 잠시 중단한 채 몇 달 간 있었다.
1813년, 오스트리아 제국이 망설임 끝에 나폴레옹에 맞선 연합군의 편을 들었을 때 카를은 육군 원수로 지명되었다. 그는 보헤미아의 대연합군의 사령관으로 지목되었다. 이로 인해 그는 1813년부터 나폴레옹에 맞서 싸운 연합군 지휘관 모두를 담당하게 되었다. 8월 26일부터 27일까지 드레스덴 전투에서 연합군은 큰 패배를 당한 후 보헤미아로 철수했다. 하지만 그의 군대는 쿨메치 전투에서 진격하는 프랑스군을 격퇴시켰다. 전투로 돌아온 그는 북부의 연합군을 다시 지휘하였고, 10월 16일부터 18일까지 진행된 라이프치히 전투에서 프랑스군을 격파해 나폴레옹의 패배에 결정적인 역할을 했다. 1814년 프랑스 침공 기간에 그는 바르쉬르오베 전투에서 프랑스군을 격퇴했다. 그는 3월 20일 나폴레옹의 공격을 아시스쉬르오베 전투에서 격퇴했고, 3월 25일 페레샹페뉴 전투에서 파리로 가는 마지막 방어선을 돌파했다. 그는 파리 전투 이후 3월 31일 파리를 점령했고, 이 전투 이후 나폴레옹은 권좌에서 축출된다.
나폴레옹이 엘바섬에서 탈출해 프랑스 황제에 재즉위했던 백일천하 당시, 카를은 상라인군을 지휘하고 있었고, 1815년 소규모 전역에 참전해 프랑스군과 맞서싸웠다. 하지만 그가 아꼈던 곧 여동생 카롤리네가 사망하면서, 그는 병들었다. 1817년 뇌졸중으로 그는 쓰러졌고, 1820년 라이프치히 전투를 재연하던 라이프치히를 방문했을 때 그는 다시 뇌졸중을 겪었다. 이후 그는 10월 15일 그곳에서 사망했다.